# Diego de Haedo
Diego de Haedo (Valle de Carranza, XVI secolo – XVII secolo) è stato un abate e storico spagnolo.
Nato da un'importante famiglia biscaglina, venne catturato nel 1578 dai corsari barbareschi e deportato ad Algeri, dove rimase fino al 1581 scrivendo due libri.